# Thuế Pigou
Thuế Pigou là một loại thuế về bất kỳ hoạt động thị trường nào tạo ra các ảnh hưởng ngoại lai tiêu cực (chi phí không bao gồm trong giá thị trường). Thuế này nhằm mục đích sửa chữa một kết quả thị trường không hiệu quả và làm như vậy bằng cách xác định thuế bằng với chi phí xã hội của những tác động tiêu cực. Với sự có mặt của các ngoại tác tiêu cực, chi phí xã hội của một hoạt động thị trường không được chi trả bởi chi phí tư nhân của hoạt động đó. Trong trường hợp đó, kết quả của thị trường tỏ ra không hiệu quả và có thể dẫn đến việc tiêu thụ quá mức sản phẩm. Các ví dụ thường trình bày về các ảnh hưởng ngoại lai như vậy là ô nhiễm môi trường, và tăng chi phí chăm sóc sức khoẻ cộng đồng liên quan đến việc tiêu thụ thuốc lá và đồ uống có đường.
Với sự có mặt của các yếu tố bên ngoài tích cực, nghĩa là lợi ích công cộng từ hoạt động thị trường, những người nhận được lợi ích không phải trả tiền và thị trường có thể cung cấp sản phẩm. Logic tương tự gợi ý việc tạo ra một Trợ cấp Pigou để làm cho người dùng phải trả thêm cho lợi ích thêm và thúc đẩy sản xuất nhiều hơn. Một ví dụ đôi khi được trích dẫn là một khoản trợ cấp cho việc cung cấp vắc-xin cúm.
Thuế Pigou được đặt theo tên của nhà kinh tế học Arthur Pigou (1877–1959) người cũng đã phát triển khái niệm về các ảnh hưởng ngoại lai về kinh tế. William Baumol là một trong những người đã đưa công trình của Pigou vào nền kinh tế học hiện đại vào năm 1972.

## Tranh luận ban đầu của Pigou
Năm 1920, nhà kinh tế học người Anh Arthur C. Pigou đã viết tác phẩm The Economics of Welfare. Trong đó, Pigou lập luận rằng các nhà công nghiệp chỉ tìm kiếm lợi ích cá nhân của riêng họ. Khi mối quan tâm xã hội bên lề so với lợi ích cá nhân, nhà công nghiệp không có động cơ để chuyển nội bộ chi phí của chi phí xã hội cận biên. Ngược lại, Pigou lập luận, nếu một ngành công nghiệp tạo ra một lợi ích xã hội cận biên thì những cá nhân nhận được lợi ích không có động cơ để trả tiền cho dịch vụ đó. Pigou đề cập đến những tình huống này như là các vụ phá giá không được tính phí và các dịch vụ không tính phí ngẫu nhiên.
Pigou cung cấp nhiều minh hoạ về vụ phá giá không được tính phí. Ví dụ, nếu một nhà thầu xây dựng một nhà máy ở giữa một khu phố đông đúc, nhà máy sẽ gây ra các khoản bồi thường không được tính phí: tắc nghẽn đường phố, mất ánh sáng, và mất sức khỏe cho hàng xóm. Ông cũng tham khảo các doanh nghiệp bán rượu. Việc buôn bán rượu cồn gây ra chi phí cao hơn cho cảnh sát và nhà tù, Pigou cho rằng, lý do vì các tội ác liên quan đến rượu. Nói cách khác, sản phẩm cá nhân ròng của các doanh nghiệp rượu là đặc biệt tương đối lớn so với sản phẩm xã hội ròng của cùng một doanh nghiệp. Ông cho rằng đó là lý do tại sao hầu hết các nước đều đánh thuế các doanh nghiệp rượu.
Sự đối nghịch giữa lợi ích cá nhân bên lề và lợi ích xã hội bên lề tạo ra hai kết quả chính. Thứ nhất, như đã lưu ý, bên hưởng lợi xã hội không phải trả tiền cho các lợi ích, và người tạo ra thiệt hại xã hội không phải trả tiền cho các thiệt hại. Thứ hai, khi chi phí xã hội cận biên vượt quá lợi ích cận biên cá nhân, người tạo ra sản phẩm sẽ sản xuất quá mức. Cuối cùng, bởi vì những tác động ngoại lai không bằng tiền đã đánh giá quá cao giá trị xã hội, chúng được sản xuất dư thừa.
Để giải quyết tình trạng sản xuất dư thừa, Pigou đề xuất một khoản thuế đối với nhà sản xuất vi phạm. Nếu chính phủ có thể đánh giá chính xác chi phí xã hội, thuế có thể cân bằng chi phí tư nhân cận biên và chi phí xã hội biên. Cụ thể hơn, nhà sản xuất sẽ phải trả chi phí cho các ảnh hưởng ngoại lai phi tiền tệ mà nó tạo ra. Điều này sẽ có hiệu quả làm giảm lượng sản phẩm được sản xuất, chuyển nền kinh tế trở lại trạng thái cân bằng lành mạnh.

## Cách thức vận hành của thuế  Pigou
Principles of Economics, 2001

Hiệu ứng của thuế Pigou trên đầu ra.

Sơ đồ minh họa cách thức vận hành của thuế Pigovian. Thuế thay đổi đường cong chi phí tư nhân cận biên lên theo số lượng ảnh hưởng ngoại lai. Nếu thuế được đặt vào số lượng khí thải từ nhà máy, các nhà sản xuất có động cơ để giảm sản lượng xuống mức tối ưu cho xã hội. Nếu thuế được đặt vào tỷ lệ phần trăm lượng khí thải trên một đơn vị sản xuất, nhà máy sẽ có động cơ để chuyển sang các quy trình hoặc công nghệ sạch hơn.